# Гледање на даљину
Гледање на даљину (енгл. Remote Viewing) је парапсихолошки поступак. 
То је посебна способност где видовњак настоји да прикупи податке методом концентрације или мисаоног предочавања одређеног објекта или појаве.
Обично се за циљ узима објекат, или особа како би каснија независна процена била тачнија и статистички исход утемељен. Докази којима време ни простор нису препрека морају неоспорно подржавати закључак. Већина данашњих експеримената телеперцепције се изводи пре сазнања о циљу, прикупљају се информације о циљу који још не постоји као циљ, и то с разлогом уклањања преваре или наговештаја.